# QBZ-95

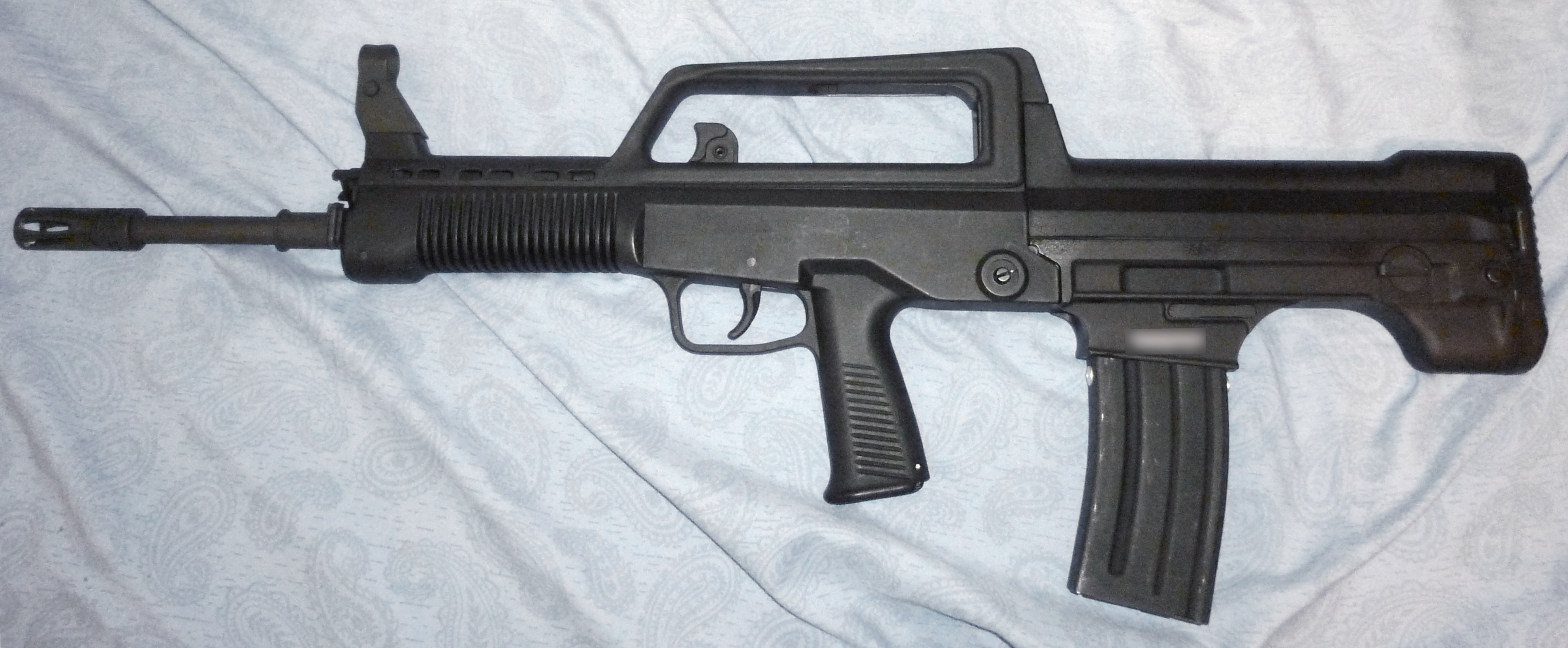
Stock T97NSR

O QBZ-95 (chinês: 95式自动步枪, pinyin: 95 Shì Zìdòng Bùqiāng, lit. ‘Type 95 Rifle Automático’) é um fuzil de assalto, de estilo bullpup, desenvolvido e fabricado pela Norinco para as forças armadas da China, suas polícias e outras agências de segurança. Esta arma usa munição calibre 5,8×42mm DBP87, de origem chinesa. O QBZ-95 (ou Type-97) consiste em um sistema de armas de fogo usando um projeto comum. Esta família inclui uma variante de carabina, um rifle padrão e de arma leve para suporte.É utilizado desde 1997 e foi exportado de forma limitada.

## Operadores

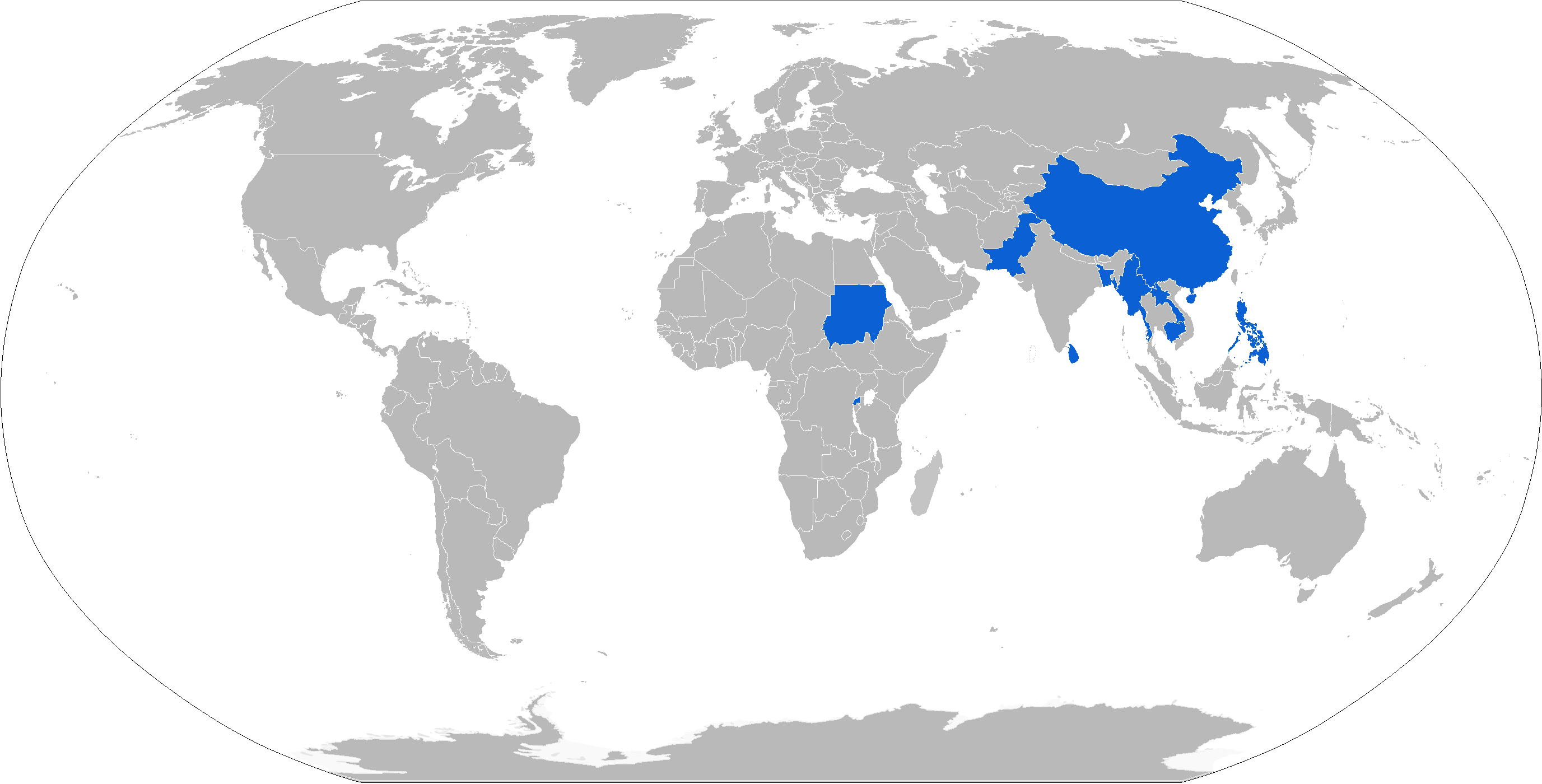
Operadores atuais do QBZ-95/97

- Camboja: 911 Para-Comando das Forças Especiais e Unidade de Guarda-Costas (QBZ-97, QBZ-97A, QBZ-97B e QJB-97 LSW).[10] Conhecido por ser o primeiro operador estrangeiro da variante QBZ-97.[11]
- China: Fuzil de serviço padrão do Exército de Libertação Nacional[12] e da Polícia Armada do Povo
- Laos[13]
- Myanmar: QBZ-97 exportados para Myanmar.[14] Fabricado localmente como MA-1 MK-III , MA-2 MK-III , MA-3 MK-III , MA-4 MK-III.[15]
- Paquistão[13]
- Filipinas: Variante QBZ-97 usada pela Polícia Nacional Filipina.[16]
- Ruanda[13]
- Ilhas Salomão: Supostas réplicas do QBZ-95 sendo usadas pela Força Policial Real das Ilhas Salomão para treinamento.[17]
- Sudão: Exército Sudanês, QBZ-97 selecionado para o Sistema de Soldado do Futuro "Kombo" do Sudão.[18] Parece ser fabricado na Corporação da Indústria Militar a partir de componentes enviados da China.[19] Conhecido como Sinan.[20]
- Venezuela: QBZ-97B usado nas forças armadas venezuelanas desde 2018 pela 99 Brigada de Forças Especiais, 8ª Brigada de Operações Especiais (Comando) da Marinha Generalíssimo Francisco de Miranda e pela Força-Tarefa Antiterrorista CEOFANB.[21][22]

### Atores não estatais
- Tigres Tâmeis: Equipado com o QBZ-97.[23]
- Exército Unido do Estado Wa: Adotando o QBZ-97 para substituir os Type 81 fabricados pelo EUEW.[24]